# Khonkaen FC
El Khonkaen FC es un equipo de fútbol semiprofesional de Tailandia. Juega en la Liga 3 de Tailandia, que es la Tercera en importancia, tras la Liga de Tailandia. 

## Historia
El club fue fundado en el año 2007. Ese año jugaron en la Liga Provincial de Tailandia y fue capaz de terminar en la notable undécima posición. Para la siguiente temporada, el club se trasladó a la Primera División de Tailandia, una liga oficialmente reconocida en Tailandia. 
Su fundador fue Kasama Chanawong y tiene a Pongsak Tangvanichakapong como su asistente general. El equipo es conocido con el nombre Los tiranosaurios, debido a que en la provincia de Khon Kaen es conocida porque en ella se han encontrado fósiles de dinosaurios en las excavaciones que se han hecho.

## Palmarés
- Primera División de Tailandia: 0
  - Subcampeón: 1

2010

## Gerencia
- Presidente:  Kasom Chanawong
- Gerente:  Phongsak Tangwanichkaphong
- Asistente del Gerente:  Weeradech Sata,  Ong-ard Chatchaipolrat

## Jugadores

### Jugadores destacados
- Issarapong Lilakorn
- Metee Pungpoh
- Surachart Singngon
- Stuart Kelly